# Osvaldo Fresedo
Osvaldo Fresedo, né le 5 mai 1897 à Buenos Aires (Argentine) et décédé le 18 novembre 1984, est un des chefs d'orchestre les plus importants de l'histoire du tango argentin. Également surnommé « El pibe de La Paternal » (l'enfant de « La Paternal »), il réalise une carrière impressionnante durant 55 ans (1925-1980) durant laquelle il enregistre environ 1 200 titres avec son orchestre.

## Filmographie
- 1927 : Perdón, viejita de José A. Ferreyra
- 1933 : ¡Tango! de Luis Moglia Barth